# Campionati del mondo di corsa in montagna 2016
I Campionati del mondo di corsa in montagna 2016 si sono disputati a Sapareva Banya, in Bulgaria, l`11 settembre 2016 sotto il nome di "World Mountain Running Championships". Il titolo maschile è stato vinto da Joseph Gray, quello femminile da Andrea Mayr. I mondiali di corsa in montagna sono, a partire dal 2009 compreso, una competizione riconosciuta ufficialmente dalla International Association of Athletics Federations (IAAF).

## Uomini seniores
Individuale
| Pos.    | Atleta            | Nazione     | Tempo    |
| ------- | ----------------- | ----------- | -------- |
| Oro     | Joseph Gray       | Stati Uniti | 1h02'13" |
| Argento | Israel Morales    | Messico     | 1h03'52" |
| Bronzo  | Ahmet Arslan      | Turchia     | 1h04'48" |
| 4       | Hayden Hawks      | Stati Uniti | 1h05'02" |
| 5       | Filex Chemonges   | Uganda      | 1h05'06" |
| 6       | Bernard Dematteis | Italia      | 1h05'06" |
| 7       | Brett Hales       | Stati Uniti | 1h05'10" |
| 8       | Martin Dematteis  | Italia      | 1h05'25" |
| 9       | Alex Baldaccini   | Italia      | 1h05'36" |
| 10      | Xavier Chevrier   | Italia      | 1h05'50" |

Squadre
| Pos.    | Squadra     | Punti |
| ------- | ----------- | ----- |
| Oro     | Stati Uniti | 32    |
| Argento | Italia      | 33    |
| Bronzo  | Messico     | 69    |

## Uomini juniores
Individuale
| Pos.    | Atleta                      | Nazione       | Tempo  |
| ------- | --------------------------- | ------------- | ------ |
| Oro     | Joel Ayeko                  | Uganda        | 33'53" |
| Argento | Victor Kiplangat            | Uganda        | 35'39" |
| Bronzo  | Albert Chemutai             | Uganda        | 35'50" |
| 4       | Ramazan Karagoz             | Turchia       | 36'05" |
| 5       | Ferhat Bozkurt              | Turchia       | 36'40" |
| 6       | Daniele Pattis              | Italia        | 37'12" |
| 7       | Davide Magnini              | Italia        | 37'22" |
| 8       | Stian Overgaard Aarvik      | Norvegia      | 37'35" |
| 9       | Jack Beaumont               | Nuova Zelanda | 37'54" |
| 10      | Maximilien Drion du Chapois | Belgio        | 38'03" |

Squadre
| Pos.    | Squadra | Punti |
| ------- | ------- | ----- |
| Oro     | Uganda  | 6     |
| Argento | Italia  | 41    |
| Bronzo  | Francia | 49    |

## Donne seniores
Individuale
| Pos.    | Atleta            | Nazione     | Tempo  |
| ------- | ----------------- | ----------- | ------ |
| Oro     | Andrea Mayr       | Austria     | 39'04" |
| Argento | Valentina Belotti | Italia      | 40'47" |
| Bronzo  | Christel Dewalle  | Francia     | 41'05" |
| 4       | Sona Vnencakova   | Slovacchia  | 41'17" |
| 5       | Petra Novakova    | Rep. Ceca   | 42'28" |
| 6       | Silvia Schwaiger  | Slovacchia  | 42'39" |
| 7       | Alice Gaggi       | Italia      | 42'42" |
| 8       | Sara Bottarelli   | Italia      | 42'46" |
| 9       | Kim Nedeau        | Stati Uniti | 42'51" |
| 10      | Hatti Archer      | Regno Unito | 43'01" |

Squadre
| Pos.    | Squadra     | Punti |
| ------- | ----------- | ----- |
| Oro     | Italia      | 17    |
| Argento | Rep. Ceca   | 32    |
| Bronzo  | Stati Uniti | 36    |

## Donne juniores
Individuale
| Pos.    | Atleta              | Nazione     | Tempo  |
| ------- | ------------------- | ----------- | ------ |
| Oro     | Sarah Kistner       | Germania    | 22'48" |
| Argento | Michaela Stranska   | Rep. Ceca   | 23'31" |
| Bronzo  | Brownen Jenkinson   | Regno Unito | 23'56" |
| 4       | Agathe Thibert      | Francia     | 24'19" |
| 5       | Barbora Havlickova  | Rep. Ceca   | 24'20" |
| 6       | Nada Balcarczyk     | Germania    | 24'34" |
| 7       | Rita Mineiro        | Portogallo  | 24'43" |
| 8       | Klaudia Pawlus      | Polonia     | 24'49" |
| 9       | Francesca Franchi   | Italia      | 24'51" |
| 10      | Verena Streitberger | Austria     | 24'54" |

Squadre
| Pos.    | Squadra   | Punti |
| ------- | --------- | ----- |
| Oro     | Rep. Ceca | 19    |
| Argento | Germania  | 25    |
| Bronzo  | Italia    | 33    |

## Medagliere
| Posizione | Paese       | Oro | Argento | Bronzo | Totale |
| --------- | ----------- | --- | ------- | ------ | ------ |
| 1         | Uganda      | 2   | 1       | 1      | 4      |
| 2         | Stati Uniti | 2   | 0       | 1      | 3      |
| 3         | Italia      | 1   | 3       | 1      | 5      |
| 4         | Rep. Ceca   | 1   | 2       | 0      | 3      |
| 5         | Germania    | 1   | 1       | 0      | 2      |
| 6         | Austria     | 1   | 0       | 0      | 1      |
| 7         | Messico     | 0   | 1       | 1      | 2      |
| 8         | Francia     | 0   | 0       | 2      | 2      |
| 9         | Regno Unito | 0   | 0       | 1      | 1      |
| 9         | Turchia     | 0   | 0       | 1      | 1      |